# Мертир-Тидвил (футбольный клуб)
«Ме́ртир-Ти́двил» (англ. Merthyr Tydfil Football Club) — бывший валлийский футбольный клуб из города Мертир-Тидвил. Основан в 1945 году. В 2010 году клуб занял 17-е место в Премьер дивизионе Южной лиги и был расформирован (с клуба было снято 10 очков за введение внешнего управления), так как клуб не смог предоставить финансовых гарантий представителям Южной лиги. После чего был создан клуб «Мертир Таун», который был принят в Первый Дивизион Западной Лиги.

## История
Клуб был основан в 1945 году и присоединился к Футбольной лиге Уэльса. В свой первый сезон в лиге, команда заняла второе место и перешла в Южную лигу Англии. Первые сезоны в Южной лиге были довольно успешными для команды, были завоёваны чемпионства в сезонах: 1947/48, 1949/50, 1950/51, 1951/52, 1953/54. В первом своем чемпионском сезоне 1947/48 Мертир-Тидвил смог взять только одно очко в играх против клуба Колчестер Юнайтед, при этом команда потерпела всего 4 поражения в сезоне. Самым успешным в то время для клуба стал сезон 1950/51. В нем команда выиграла Чемпионат южной лиги, Кубок Уэльса, Кубок южной лиги, а также Уэльский Кубок вызова. Однако успехи в Южной лиге не помогли клубу избраться в Футбольную лигу и клуб раз за разом терпел фиаско при процедуре перевыборов.
После скитаний по различным дивизионам Южной лиги в 1960-х, 70-х, и 1980-х годах, команда в конце концов завоевывает шестой чемпионский титул Премьер дивизиона Южной лиги в сезоне 1988/89, сравнявшись по титулам в Южной лиге с клубом Саутгемптон. В этот раз чемпион Премьер дивизиона выходил в Конференцию, пятый уровень футбольных лиг Англии. В своем первом сезоне, также как и в следующем команда финиширует на девятом месте. Затем команда добивается высокого четвертого места в чемпионате. Но успех клуба был недолгим, и в 1995 году он возвращается обратно в Южную лигу, где и оставался до расформирования в 2010 году.
Лучшее достижение клуба в Кубке Англии выход во второй раунд в сезонах 1946/47 (проиграл Редингу 3:1), 1954/55 (проиграл Брэдфорд Сити 7:1), 1973/74 (проиграл Хендону 3:0), 1979/80 (проиграл Чешам Юнайтед 3:1 в переигровке), и 1990/91 (проиграл Уокингу 5:1). Единственный раз, когда клуб смог одолеть представителя Футбольной лиги в Кубке, был сезон 1946/47, где Мертир-Тидвил победил клуб Бристоль Роверс в первом раунде со счетом 3:1.
Значительно более успешными были выступления в Кубке Уэльса, который «мученики» выигрывали три раза в сезонах 1949 (в финале был побежден клуб Суонси Сити со счетом 2:0), 1951 (победа над Кардифф Сити 3:2 в переигровке), и в 1987 году (победа над Ньюпорт Каунти 1:0 в переигровке). Также команда доходила до финала в 1947 и 1952 годах.
После победы в кубке в 1987 году, команде было разрешено выступить в Еврокубках (Кубок обладаталей кубков), хотя в то время распространялся запрет на участие английских клубов в этих соревнованиях. В первом раунде Мертир-Тидвил встречался с итальянским клубом Аталанта. И хотя в первом матче была добыта домашняя победа 2:1, поражение 2:0 на выезде не позволило клубу из Уэльса продолжить борьбу за этот престижный трофей.
Историческим соперником клуба была команда Глостер Сити. Два клуба встречались более 120 раз за свою историю. Местным соперником в 1990—2000-х годах был клуб Ньюпорт Каунти, но команды не долго играли в одной лиге.

## Достижения

### В лигах
- Южная лига/Премьер дивизион
  - Победители: 1947/48, 1949/50, 1950/51, 1951/52, 1953/54, 1988/89
  - Серебряные призеры: 1952/53, 1997/98
- Южная лига/Первый дивизион
  - Серебряные призеры: 1970/71
- Южная лига/Первый дивизион Север
  - Серебряные призеры: 1978/79
- Южная лига/Первый дивизион Мидланд
  - Победители: 1987/88
- Южная лига/Первый дивизион Запад
  - Победители: 2002/03
- Первая лига Уэльса по футболу
  - Серебряные призеры: 1945/46

### В кубках
- Кубок Уэльса
  - Победители: 1949, 1951, 1987
  - Финалисты: 1947, 1952
- Кубок футбольной лиги Уэльса
  - Победители: 1951, 1962, 1981
  - Финалисты: 1983
- Кубок Южной лиги
  - Победители: 1950/51

## Выступления в еврокубках
| Сезон   | Турнир                        | Раунд |                         | Клуб     | Счёт     |
| ------- | ----------------------------- | ----- | ----------------------- | -------- | -------- |
| 1987/88 | Кубок обладателей кубков УЕФА | 1Р    | Флаг Италии (1946—2003) | Аталанта | 2:1, 0:2 |

- 1Р — первый раунд.